# Ришье, Жермен
Жермен Ришье (фр. Germaine Richier; 16 сентября 1902, Гран, Буш-дю-Рон — 31 июля 1959, Монпелье) — французский скульптор и график.

## Биография

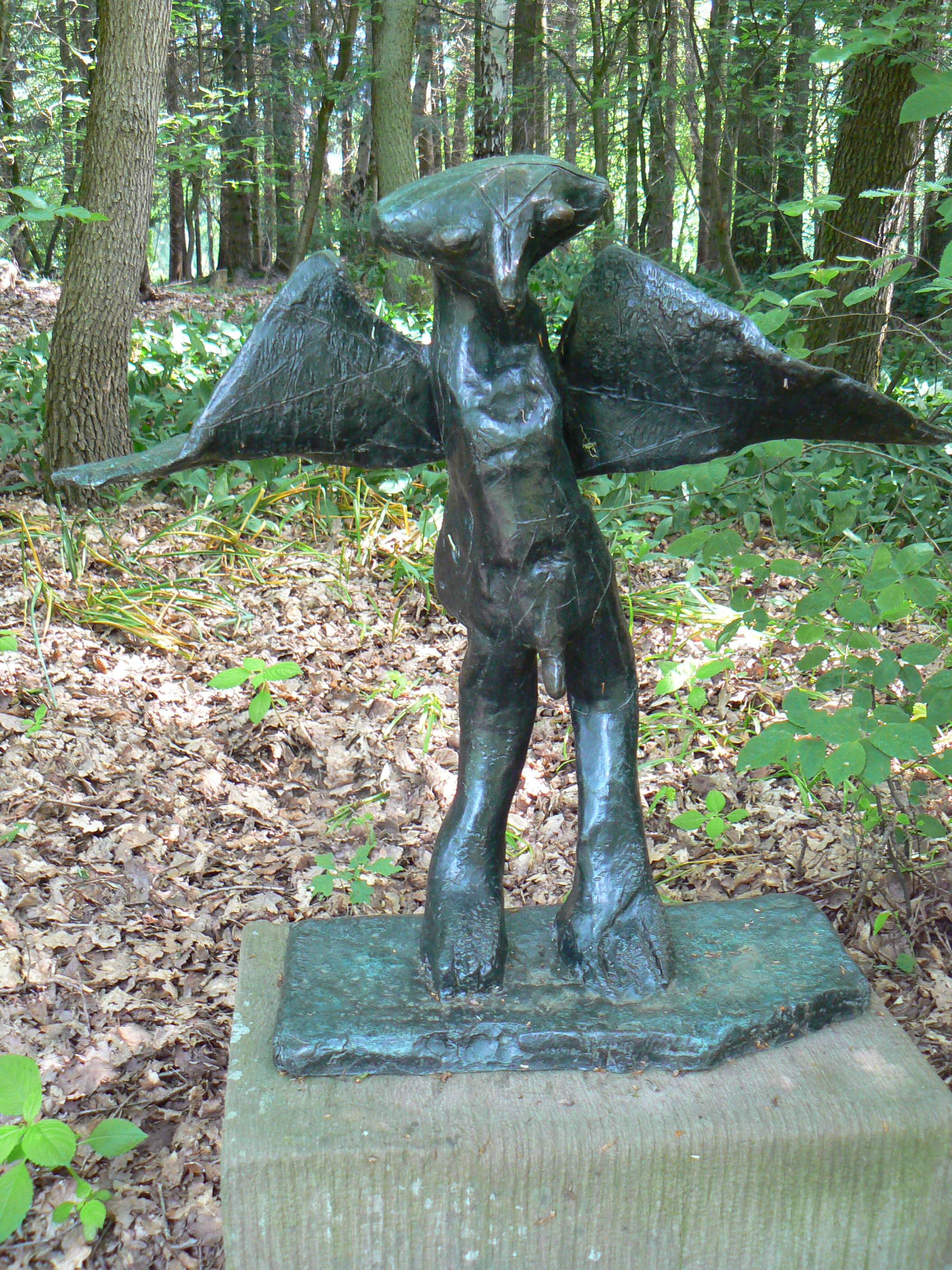
Жермена Ришье. Большой птенец ночи, 1954—1955, музей Крёллер-Мюллер, Нидерланды

Жермен Ришье училась в художественной школе Монпелье, в 1926—1929 занималась на Монпарнасе в Академии Гранд-Шомьер под руководством Бурделя. Там она познакомилась с Джакометти, но в этот период не приняла его поисков: её ориентирами были Роден и Бурдель. Первая персональная выставка Ришье состоялась в 1934 в галерее Макса Кагановича в Париже. В 1939 её работы были, вместе с другими, представлены во французском павильоне на Всемирной выставке в Нью-Йорке. Годы Второй мировой войны провела в Провансе и в Швейцарии. В 1943 в Базеле состоялась её совместная выставка с Фрицем Вотрубой и Марино Марини. В 1946 вернулась в Париж.
После 1945 отошла от фигуративной скульптуры в сторону глубокого экспрессивного искажения формы, мифологической фантастики. Наиболее известная скульптура этого периода — «Христос» (ок. 1950) в знаменитой церкви Богоматери Всепрощения (Notre Dame de Toute Grace) в Асси (Верхняя Савойя), где работали многие выдающиеся художники и скульпторы эпохи (Брак, Боннар, Леже, Матисс, Руо, Шагал и другие).

## Выставки
Была представлена на 2-й и 3-й выставке documenta в Касселе. В 1997 большую ретроспективную выставку работ Ришье показала Берлинская художественная академия.

## Ученики
Среди учеников Ришье — Сезар Бальдаччини.